# Mosaico de áreas protegidas

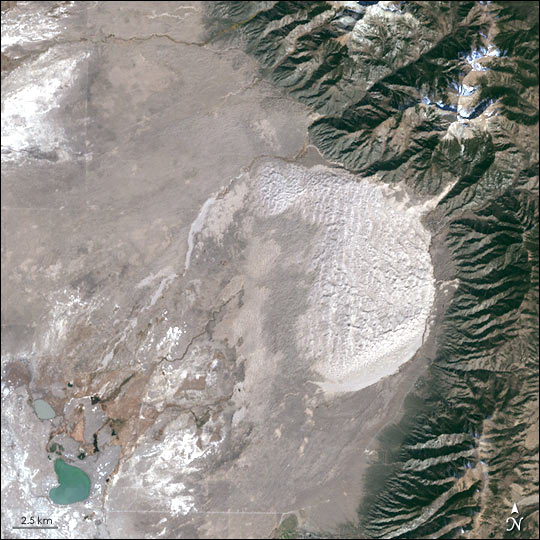
Imagem de satélite do Parque Nacional e Reserva de Great Sand Dunes, nos Estados Unidos.

Um mosaico de área protegida ou mosaico de conservação é uma coleção de áreas protegidas que são tratadas como um todo, formal ou informalmente. As áreas protegidas podem ser de diferentes tipos, incluindo áreas estritamente protegidas e áreas de uso sustentável, que podem ser administradas em diferentes níveis públicos ou privados. Eles podem incluir áreas atribuídas aos povos indígenas. Um mosaico pode ser mais flexível e eficaz do que uma tentativa de combinar todas as áreas em uma única unidade de conservação sob uma agência. Na prática, os resultados com mosaicos em diferentes países foram variados.

## Definição
Um mosaico de conservação pode ser definido como "uma rede de áreas protegidas e paisagens complementares que incluem combinações de parques nacionais (ou seja, as principais áreas de conservação), paisagens de produção e territórios étnicos de propriedade coletiva (ou seja, as áreas circundantes)". Os mosaicos de conservação são semelhantes às biosferas promovidas pela UNESCO no âmbito do Programa Homem e Biosfera. A abordagem cooperativa entre diferentes agências e tipos de áreas protegidas evita conflitos e desacordos sobre o uso e a conservação da terra, que geralmente resulta em uma única agência e um único tipo de unidade de conservação. O valor da criação de mosaicos de áreas protegidas tem sido objeto de intenso debate entre conservacionistas. As áreas protegidas são de grande importância na proteção da biodiversidade, mas os esforços de conservação devem levar em consideração as necessidades sociais e econômicas das comunidades do entorno e a pressão resultante no uso da terra.

## Exemplos

### Brasil

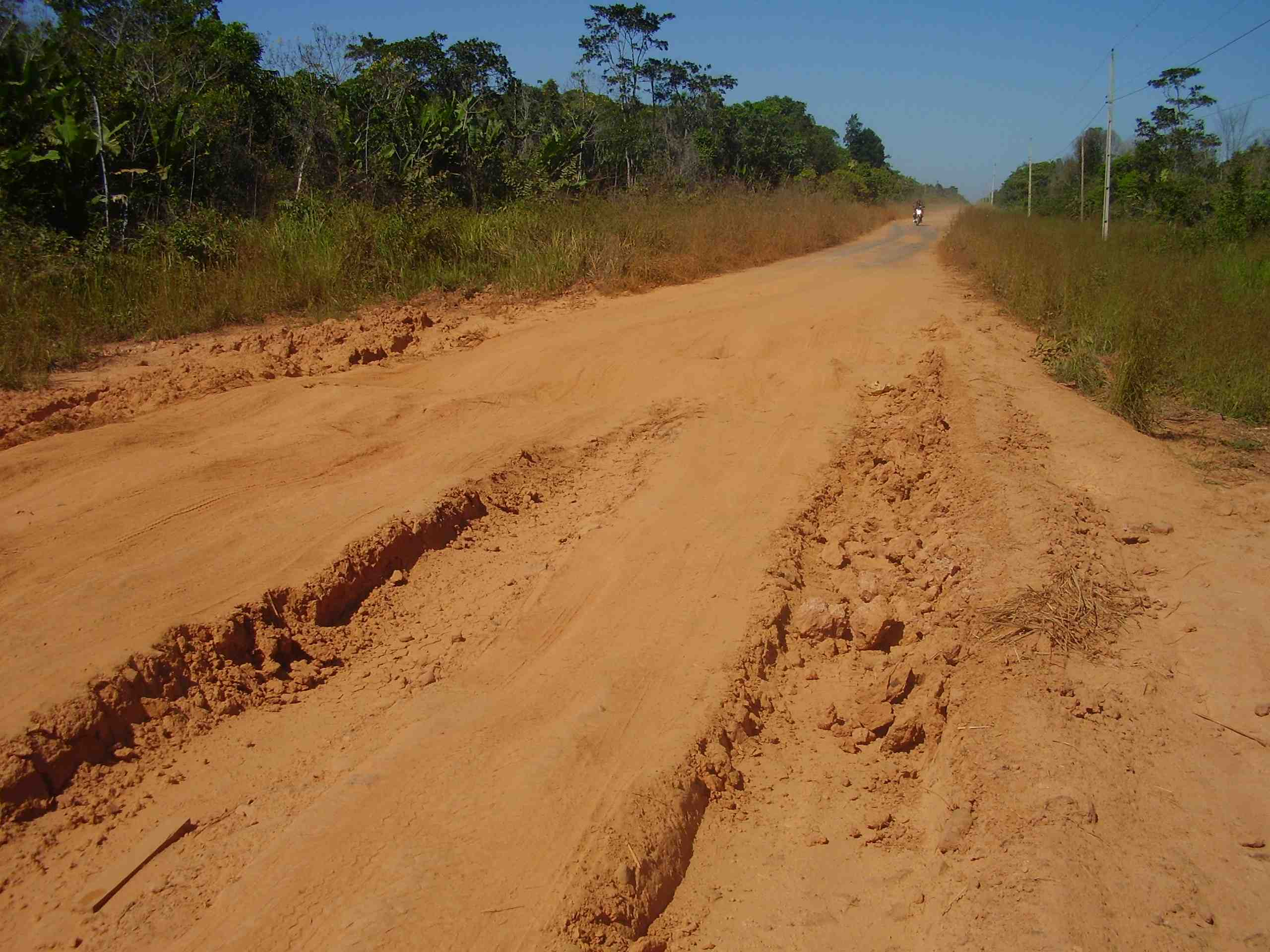
Um mosaico de área protegida foi definido em um esforço para reduzir o desmatamento quando a estrada BR-319 for pavimentada.

Um mosaico de unidades de conservação é uma entidade legalmente reconhecida no Brasil, uma coleção de áreas protegidas da mesma ou de diferentes categorias próximas umas das outras, unidas ou sobrepostas, e que devem ser gerenciadas como um todo. Pode incluir unidades de conservação, terras privadas e territórios indígenas. O Brasil criou um mosaico de unidades de conservação federais e estaduais ao longo da rodovia BR-319, através da floresta amazônica, em um esforço para melhor prevenir o desmatamento quando a rodovia for pavimentada através de um gerenciamento mais eficiente de uma área maior. No entanto, a WWF Brasil apontou que não basta criar simplesmente as áreas protegidas no papel. Eles devem ter funcionários, delimitações definidas, proprietários legais compensados e assim por diante.
O Parque Nacional da Chapada dos Veadeiros, no estado de Goiás, Brasil, foi ampliado por decreto federal em setembro de 2001 e inscrito como Patrimônio Mundial da UNESCO em dezembro de 2001. Em 2003, no entanto, a expansão foi contestada com sucesso e 72% do parque nacional perdeu sua estatuto de proteção. O parque faz parte da Reserva da Biosfera do Cerrado. O Brasil esboçou planos para um mosaico de novas unidades de conservação com diferentes categorias de manejo, cobrindo uma área equivalente ao Parque Nacional expandido, mas a UNESCO questionou se o mosaico seria suficiente para garantir a proteção estatutária necessária para as propriedades do Patrimônio Mundial.

### Colômbia
Um relatório do Banco Mundial de 2015 sobre áreas protegidas nacionais na Colômbia, cobrindo pelo menos 2.000.000 de hectares, descobriu que, com a abordagem do mosaico, a conectividade ecológica havia melhorado em oito dos mosaicos, excedendo a meta. Os agricultores locais e as comunidades pesqueiras de sete dos mosaicos de conservação, que incluíam áreas protegidas e suas zonas de amortecimento ao redor, se beneficiaram do fornecimento e do uso sustentáveis de bens e serviços ambientais.

### Quênia
No norte do Quênia, a organização Northern Rangelands Trust (NRT) abrange 19 conservas comunitárias, com mais de 1.200.000 ha de habitat de vida selvagem. O Conselho de Anciãos da NRT concordou em maio de 2010 em fundar a Conservação Comunitária Nakuprat, ao lado da Reserva Nacional Shaba e do rio Ewaso Ng'iro, para promover a resolução de conflitos e preservar a natureza. A conservação é parte de um mosaico de área protegida, que é um habitat vital para espécies que incluem o elefante africano e a zebra-de-grévy, ameaçada de extinção.

### Reino Unido
Um mosaico de áreas protegidas evoluiu no Reino Unido, com um número crescente de tipos de áreas protegidas, alguns como resultado das diretrizes da União Europeia. Os objetivos de conservação da natureza e proteção da paisagem são tratados como distintos. O mosaico evoluiu de maneira a resultar na duplicação de esforços e financiamento. Poderia se beneficiar da racionalização e administração mais flexível.

### Estados Unidos
Os mosaicos de áreas protegidas das áreas de Great Sand Dunes, El Malpais, San Pedro e Las Cienegas no Colorado, Novo México e Arizona, respectivamente, foram montados por uma variedade de organizações governamentais e não governamentais para proteger o meio ambiente, respeitando as exigências de uso da terra no sudoeste dos Estados Unidos. Essa abordagem ampla do planejamento e gerenciamento de ecossistemas parece mais justa e eficaz do que as abordagens anteriores de agência única. A Área do Monumento de de Great Sand Dunes combinou vários tipos de áreas protegidas para satisfazer os objetivos do Serviço Nacional de Parques, do The Nature Conservancy e de outras organizações, para combinar conservação e uso sustentável do ecossistema. O resultado foi semelhante ao mosaico de áreas protegidas recomendado no início dos anos 1980 para partes de Yukon, no Canadá. A implementação foi realizada com muitas interações e adaptações ao longo do tempo.